# فضاء ثلاثي الأبعاد

نظام إحداثي ديكارتي يمثل فضاء ثلاثي الأبعاد.

الفضاء ثلاثي الأبعاد هو نموذج هندسي فراغي من ثلاثة متغيرات يمثل فيه الكون الفيزيائي والذي توجد فيهِ معظم الأشكال المعروفة للمادة. وتتميز اتجاهات الفضاء ثلاثي الأبعاد بالتعامد على بعضها، وتقع تلك المتجهات في ثلاثة مستويات متعامدة.

## المجسمات
هي كل ما يشغل حيزاً من الفراغ، أي لهُ حجم، وقياس، وشكلٍ معين.

### أنواع المجسمات
تنقسم المجسمات إلى قسمين هما:
أ - المجسمات المنتظمة الحجم: وهي التي يمكن إيجاد حجمها عن طريق الحساب العادي.
ب - المجسمات غير المنتظمة الحجم: وهي التي لا يمكن إيجاد حجمها بالطرق التقليدية.

## المجسمات منتظمة الحجم
المجسمات المنتظمة محددة وكل المجسمات المنتظمة تندرج تحت ستة مجسمات وهي كالتالي:

### المكعب
يتكون المكعب من:
- 6 أوجه متطابقة على شكل مربعات كلها
- 12 حرفا متساوية وهو الواصل ما بين مربعين على المكعب
- 8 رؤوس وهي تجمع أطراف ثلاثة حروف

حجم الكعب = طول الحرف × نفسه × نفسه

### متوازي المستطيلات
يتكون متوازي المستطيلات من:
- 6 أوجه كلها مستطيلات أحيانا وبإمكان تواجد وجهين على شكل مربع
- 12 حافة
- 8 رؤوس

وإذا كان لمتوازي المستطيلات وجهين على شكل مربع فلا ينتظم حروفه
حجم متوازى المستطيلات = الطول × العرض × الارتفاع.

### الكرة
الكرة هي مجسم ليس له أي أضلاع أو حروف أو رؤوس.

### الهرم
الهرم هو مجسم جوانبه مثلثات، وقاعدته إما ثلاثية أو رباعية أو خماسية وما يشبه ذلك.

### المخروط
المخروط هو مجسم ينتج من توصيل جميع نقاط منحنى مغلق بنقطة لا تنتمي إليه، ويسمى المنحنى الخط الدليلي والنقطة بـرأس المخروط ويسمى كل مستقيم يوصلة بين الخط الدليلي والرأس بـراسم المخروط

### المنشور
للمنشور نوعان:

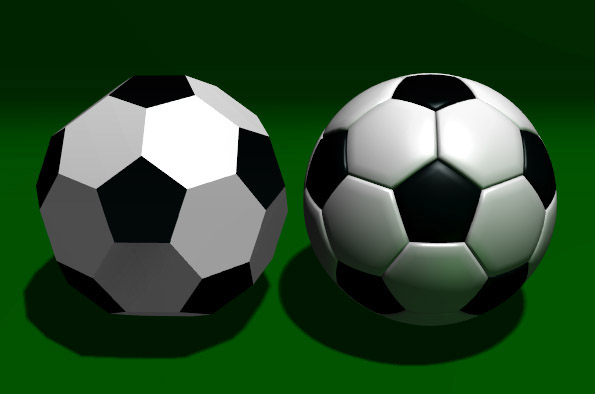
الكرة من المجسمات

- القائم: هو الموشور حيث تتعامد الأحرف الجانبية مع أضلع القاعدتين.
- المائل: هو كل ما يخالف المنشور القائم.

تندرج معظم الأشياء التي يتعامل معها الفرد بالمجسمات المنتظمة الحجم مثال (الحجرة، الكتاب، الحاويات، كرة القدم، أهرامات الجيزة).

## المجسمات غير المنتظمة
هذه المجسمات ليس لها أبعاد وهي شاذة نوعا ما وليس لهذه المجسمات أقسام تندرج تحتها ومن أمثالها: المنازل المنهارة، فاكهة الموز، السوائل.
ومن وسائل قياس الحجم لجسم غير المنتظم هو وضعه في حوض فيهِ سائل مثل الماء، وحساب حجم السائل قبل وبعد الغطس، والفرق بينهما هو حجم الجسم غير المنتظم.

متوازى مستطيلات

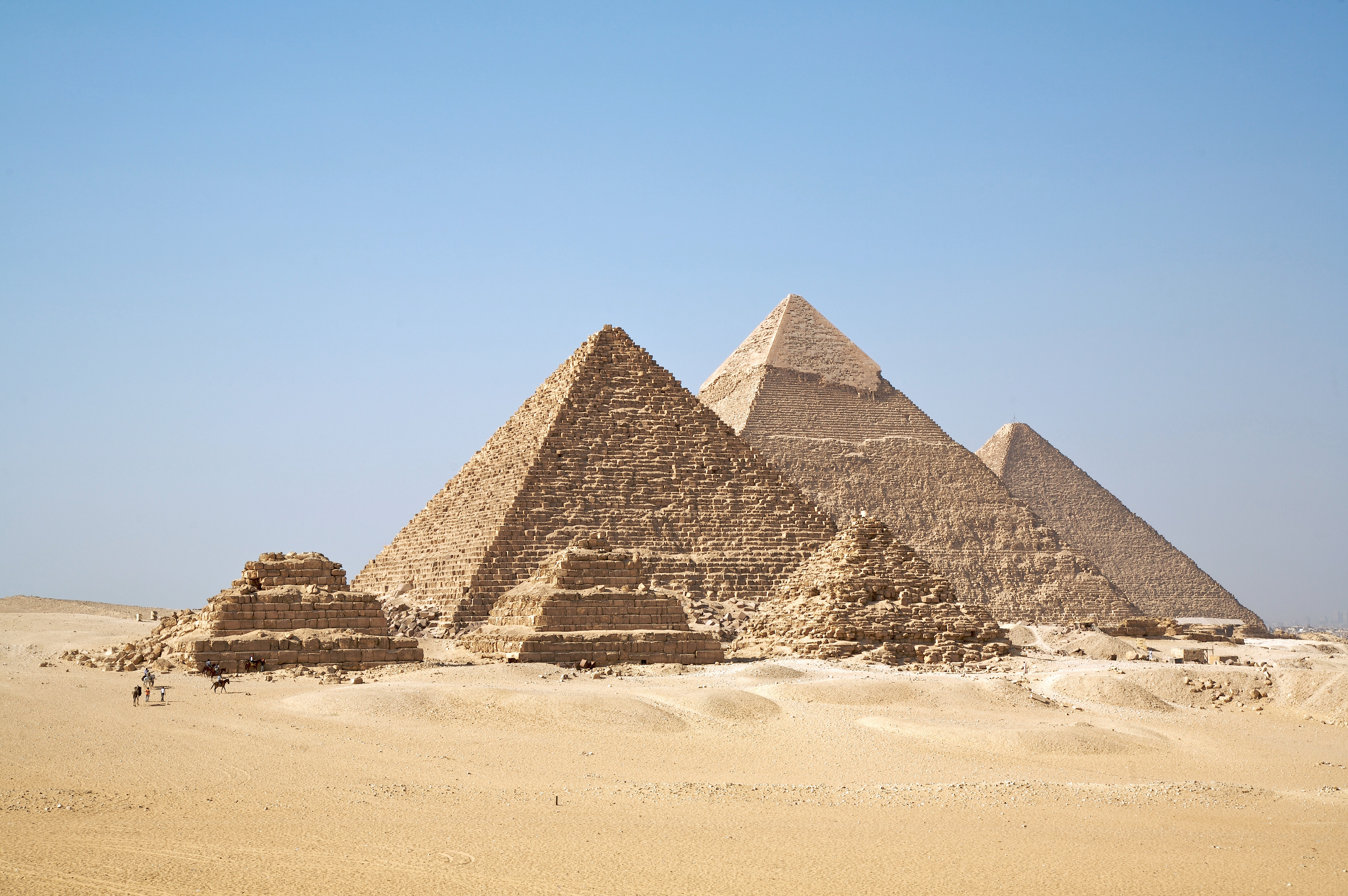
تعتبر أهرامات الجيزة من المجسمات المنتظمة